# Saison 2 de Quantico
Chronologie
Saison 1 Saison 3
Cet article présente le guide des épisodes de la deuxième saison de la série télévisée américaine Quantico.

## Généralités
- Aux États-Unis, la saison est diffusée depuis le 25 septembre 2016 sur le réseau ABC.
- Au Canada, la saison a été diffusée en simultané sur le réseau CTV, dû aux différences de fuseau horaire dans les provinces de l'Atlantique, elle a été diffusée trois heures en avance sur les stations atlantiques de CTV, même avant la diffusion aux États-Unis.
- En France, la saison a été diffusée du 4 juillet au 15 août 2017.
- La production s'effectuera désormais à New York[1].
- Durant cette saison, la CIA aura sa place dans la série au côté du FBI.
- Après la pause des fêtes, la série prend la case du lundi soir à 22 h[2].

## Distribution

### Acteurs principaux
- Priyanka Chopra (VF : Léovanie Raud) : Alex Parrish
- Blair Underwood (VF : Bruno Dubernat) : Owen Hall[3]
- Aunjanue Ellis (VF : Annie Milon) : Directrice Adjointe Miranda Shaw
- Jake McLaughlin (VF : Damien Ferrette) : Ryan Booth
- Johanna Braddy (VF : Karine Foviau) : Shelby Wyatt
- Yasmine Al Massri (VF : Laura Blanc) : Nimah Amin / Raina Amin
- Russell Tovey (VF : Franck Monsigny) : Harry Doyle[4] (épisodes 1 à 18)
- Pearl Thusi (VF : Marie Tirmont) : Dayana Mampasi[5] (épisodes 1 à 15)

### Acteurs récurrents et invités
- Aarón Díaz (VF : Gilduin Tissier) : León Velez[6] (épisodes 1 à 14)
- Tracy Ifeachor (VF : Olivia Luccioni) : Lydia Bates[6] (épisodes 1 à 13)
- David Lim (VF : Eilias Changuel) : Sebastian Chen[6] (épisodes 1 à 13, 16 et 18)
- Henry Czerny : Matthew Keyes[7]
- Jason Tottenham (VF : Xavier Thiam) : Jason (épisodes 1 à 13)
- Candi Boyd : Angie Reynolds (épisode 1 à 13)
- Renan Kanbay : Millie Metzger (épisode 1 à 13)
- Aaron Lazar (en) : Paul Burton, Conseiller adjoint à la Sécurité Nationale (épisode 2 à 7)
- Heléne Yorke (VF : Charlotte Marin) : Leigh Davis (épisodes 3 à 6)
- Jay Armstrong Johnson (VF : François Santucci) : Will Olsen
- Marcia Cross (VF : Blanche Ravalec) : Vice-Présidente / Présidente Claire Haas (à partir de l'épisode 7)
- Laila Robins : Générale Katherine Richards, commandante du NORTHCOM (épisodes 8 et 9)
- Paige Patterson (VF : Laëtitia Godès) : Carly Klapp (épisodes 9 à 12)
- Javier Muñoz (en) : Gabriel Carrera[8] (épisode 10)
- Eliza Coupe (VF : Déborah Perret) : Hannah Wyland[9] (épisode 9)
- Hunter Parrish (VF : Fabrice Josso) : Clay Haas Jr.[10] (à partir de l'épisode 14)
- Krysta Rodriguez : Maxine « Max » Griffin[11] (épisodes 16, 17, 19 et 22)
- Jon Kortajarena (VF : Florian Wormser) : Felix Cordova[12] (à partir de l'épisode 17)
- Dennis Boutsikaris : Henry Roarke, Président de la Chambre des représentants des États-Unis, puis Président des États-Unis (à partir de l'épisode 17)
- Graham Rogers (VF : Olivier Martret) : Caleb Haas[13] (épisodes 18 et 19)
- Karolina Wydra (VF : Barbara Beretta) : Sasha Barinov (épisodes 14 à 18)

## Épisodes 1-10

### Épisode 1:La Ferme
- États-Unis /  Canada : 25 septembre 2016 sur ABC[14] / CTV
- France : 4 juillet 2017 sur M6[15]

- États-Unis : 3,64 millions de téléspectateurs[16] (première diffusion)
- Canada : 1,666 million de téléspectateurs[17] (première diffusion + différé 7 jours)

- Tracy Ifeachor (Lydia Bates)
- David Lim (Sebastian Chen)
- David Call (Jeremy Miller)
- Danny Johnson (Président Todd)
- Nadia Bowers (First Lady Todd)
- Henry Czerny (Matthew Keyes)

### Épisode 2:Le lapin
- États-Unis /  Canada : 2 octobre 2016 sur ABC / CTV
- France : 4 juillet 2017 sur M6

- États-Unis : 3,57 millions de téléspectateurs[18] (première diffusion)
- Canada : 1,359 million de téléspectateurs[19] (première diffusion + différé 7 jours)

### Épisode 3:Escalade
- États-Unis /  Canada : 16 octobre 2016 sur ABC / CTV
- France : 4 juillet 2017 sur M6

- États-Unis : 3,04 millions de téléspectateurs[20] (première diffusion)
- Canada : 1,263 million de téléspectateurs[21] (première diffusion + différé 7 jours)

- Aaron Diaz (Leon Velez)
- Tracy Ifeachor (Lydia Banks)
- David Lim (Sebastian Chen)
- Todd Litzinger (Lucas Strauss)

### Épisode 4:Talon d'Achille
- États-Unis /  Canada : 23 octobre 2016 sur ABC / CTV
- France : 11 juillet 2017 sur M6

- États-Unis : 2,79 millions de téléspectateurs[22] (première diffusion)
- Canada : 1,19 million de téléspectateurs[23] (première diffusion + différé 7 jours)

- Aaron Diaz (Leon Velez)
- Tracy Ifeachor (Lydia Bates)
- Alan Crawford (Jonathan Walker)

### Épisode 5:Magiciens
- États-Unis /  Canada : 30 octobre 2016 sur ABC / CTV
- France : 11 juillet 2017 sur M6

- États-Unis : 2,43 millions de téléspectateurs[24] (première diffusion)
- Canada : 1,214 million de téléspectateurs[25] (première diffusion + différé 7 jours)

- Aaron Diaz (Leon Velez)
- Tracy Ifeachor (Lydia Bates)
- Heléne Yorke (Leigh Davis)
- Alan Crawford (Jonathan Walker)

### Épisode 6:L'ombre d'un doute
- États-Unis /  Canada : 6 novembre 2016 sur ABC / CTV
- France : 11 juillet 2017 sur M6

- États-Unis : 2,2 millions de téléspectateurs[26] (première diffusion)
- Canada : 998 000 téléspectateurs[27] (première diffusion + différé 7 jours)

- Aaron Diaz (Leon Velez)
- Tracy Ifeachor (Lydia Bates)
- David Lim (Sebastian Chen)

### Épisode 7:Mauvais traitement
- États-Unis /  Canada : 13 novembre 2016 sur ABC / CTV
- France : 18 juillet 2017 sur M6

- États-Unis : 2,75 millions de téléspectateurs[28] (première diffusion)

- Marcia Cross (Vice-Présidente Claire Haas)
- Aaron Diaz (Leon Velez)
- Tracy Ifeachor (Lydia Bates)
- David Lim (Sebastian Chen)

### Épisode 8:L'art de mentir
- États-Unis /  Canada : 27 novembre 2016 sur ABC / CTV
- France : 18 juillet 2017 sur M6

- États-Unis : 2,29 millions de téléspectateurs[29] (première diffusion)
- Canada : 1,134 million de téléspectateurs[30] (première diffusion + différé 7 jours)

- Laila Robins (Générale Katherine Richards)

### Épisode 9:Opération séduction
- États-Unis /  Canada : 23 janvier 2017 sur ABC / CTV
- France : 18 juillet 2017 sur M6

- États-Unis : 2,9 millions de téléspectateurs[31] (première diffusion)
- Canada : 1,044 million de téléspectateurs[32] (première diffusion + différé 7 jours)

- Eliza Coupe (Hannah Wyland)
- Aaron Diaz (Leon Velez)
- David Lim (Sebastian Chen)
- Paige Patterson (Carly Klapp)
- Alexandra Turshen (Samantha)
- Laila Robins (Générale Katherine Richards)

### Épisode 10:Ultimatum
- États-Unis /  Canada : 30 janvier 2017 sur ABC / CTV
- France : 25 juillet 2017 sur M6

- États-Unis : 2,76 millions de téléspectateurs[33] (première diffusion)
- Canada : 1,084 million de téléspectateurs[34] (première diffusion + différé 7 jours)

- Marcia Cross (Présidente Claire Haas)
- Aaron Diaz (Leon Velez)
- Tracy Ifeachor (Lydia Bates)
- David Lim (Sebastian Chen)
- Jay Armstrong Johnson (Will Olsen)
- Paige Patterson (Carly Klapp)
- Jeff Leaf (Adam Elling)
- Javier Muñoz (en) (Gabriel Carrera)
- Nick Westrate (Robbie Robertson)

### Épisode 11:Exfiltration
- États-Unis /  Canada : 6 février 2017 sur ABC / CTV
- France : 25 juillet 2017 sur M6

- États-Unis : 2,61 millions de téléspectateurs[35] (première diffusion)
- Canada : 1,044 million de téléspectateurs[36] (première diffusion + différé 7 jours)

- Aaron Diaz (Leon Velez)
- David Lim (Sebastian Chen)
- Jay Armstrong Johnson (Will Olsen)
- Paige Patterson (Carly Klapp)
- Nolan Gerard Funk (Daniel Sharp)

### Épisode 12:Diversion
- États-Unis /  Canada : 13 février 2017 sur ABC / CTV
- France : 25 juillet 2017 sur M6

- États-Unis : 2,43 millions de téléspectateurs[37] (première diffusion)

- Aaron Diaz (Leon Velez)
- David Lim (Sebastian Chen)
- Tracy Ifeachor (Lydia Bates)
- Jay Armstrong Johnson (Will Olsen)
- Paige Patterson (Carly Klapp)

### Épisode 13:Le testament
- États-Unis /  Canada : 20 février 2017 sur ABC / CTV
- France : 1er août 2017 sur M6

- États-Unis : 2,47 millions de téléspectateurs[38] (première diffusion)

- Marcia Cross (Présidente Claire Haas)
- Henry Czerny (Matthew Keyes)
- Aaron Diaz (Leon Velez)
- David Lim (Sebastian Chen)
- Tracy Ifeachor (Lydia Bates)
- Jay Armstrong Johnson (Will Olsen)

### Épisode 14:Spéculations
- États-Unis /  Canada : 20 mars 2017 sur ABC / CTV
- France : 1er août 2017 sur M6

- États-Unis : 3,31 millions de téléspectateurs[39] (première diffusion)

- Hunter Parrish (Clayton Haas Jr.)
- Aaron Diaz (Leon Velez)
- Jenna Leigh Green (Emily Meyers)
- Karolina Wydra (Sasha Barinov)
- Henry Czerny (Matthew Keyes)
- Marcia Cross (Présidente Claire Haas)

### Épisode 15:Désinformation
- États-Unis /  Canada : 27 mars 2017 sur ABC / CTV
- France : 1er août 2017 sur M6

- États-Unis : 3,15 millions de téléspectateurs[41] (première diffusion)

- Hunter Parrish (Clayton Haas Jr.)
- Karolina Wydra (Sasha Barinov)
- Adrienne Warren (Malory Haynes)
- James Scully (Tate)

### Épisode 16:Pas de secrets!
- États-Unis /  Canada : 3 avril 2017 sur ABC / CTV
- France : 8 août 2017 sur M6

- États-Unis : 2,96 millions de téléspectateurs[42] (première diffusion)

- Pallavi Sastry (Mira)
- Hunter Parrish (Clayton Haas Jr.)
- Karolina Wydra (Sasha Barinov)
- Krysta Rodriguez (Maxine Griffin)
- Donna Murphy (Rebecca Sherman)
- David Lim (Sebastian Chen)
- Gary Hilborn (Thomas Roth)

### Épisode 17:Le vote de la discorde
- États-Unis /  Canada : 10 avril 2017 sur ABC / CTV
- France : 8 août 2017 sur M6

- États-Unis : 2,57 millions de téléspectateurs[43] (première diffusion)

- Hunter Parrish (Clayton Haas Jr.)
- Jon Kortajarena (Felix Cordova)
- Karolina Wydra (Sasha Barinov)
- Dennis Boutsikaris (Sénateur Henry Roarke)

### Épisode 18:Verdict dévastateur
- États-Unis /  Canada : 17 avril 2017 sur ABC / CTV
- France : 8 août 2017 sur M6

- États-Unis : 2,76 millions de téléspectateurs[44] (première diffusion)

- Graham Rogers (Caleb Haas)
- Hunter Parrish (Clayton Haas Jr.)
- David Lim (Sebastian Chen)
- Karolina Wydra (Sasha Barinov)
- Dennis Boutsikaris (Sénateur Henry Roarke)
- Jon Kortajarena (Felix Cordova)
- Mark Zimmerman (Juge Kaplan)
- Marcia Cross (Présidente Claire Haas)

### Épisode 19:Dans la gueule du loup
- États-Unis /  Canada : 24 avril 2017 sur ABC / CTV
- France : 15 août 2017 sur M6

- États-Unis : 2,59 millions de téléspectateurs[45] (première diffusion)

- Graham Rogers (Caleb Haas)
- Hunter Parrish (Clayton Haas Jr.)
- Dennis Boutsikaris (Sénateur Henry Roarke)
- Jon Kortajarena (Felix Cordova)
- Marcia Cross (Présidente Claire Haas)
- Krysta Rodriguez (Maxine Griffin)
- Fredric Lehne (Maxwell Fletcher)
- Elisabeth Waterston (Alice Winter)
- Todd Alan Crain (Peter Theo)

### Épisode 20:Coup d'État
- États-Unis /  Canada : 1er mai 2017 sur ABC / CTV
- France : 15 août 2017 sur M6

- États-Unis : 2,65 millions de téléspectateurs[46] (première diffusion)

- Hunter Parrish (Clayton Haas Jr.)
- Dennis Boutsikaris (Sénateur Henry Roarke)
- Jon Kortajarena (Felix Cordova)
- Marcia Cross (Présidente Claire Haas)
- Henry Czerny (Matthew Keyes)
- Todd Alan Crain (Peter Theo)
- Elisabeth Waterston (Alice Winter)
- Fredric Lehne (Maxwell Fletcher)

### Épisode 21:Fusion
- États-Unis /  Canada : 8 mai 2017 sur ABC / CTV
- France : 15 août 2017 sur M6

- États-Unis : 2,54 millions de téléspectateurs[47] (première diffusion)

- Hunter Parrish (Clayton Haas Jr.)
- Jay Armstrong Johnson (Will Olsen)
- Dennis Boutsikaris (Président Henry Roarke)
- Kirsten Scott (Cecilia Clark)
- Elisabeth Waterston (Alice Winter)
- Henry Czerny (Matthew Keyes)

### Épisode 22:Résistance
- États-Unis /  Canada : 15 mai 2017 sur ABC[48] / CTV
- France : 15 août 2017 sur M6

- États-Unis : 2,72 millions de téléspectateurs[49] (première diffusion)

- Hunter Parrish (Clayton Haas Jr.)
- Dennis Boutsikaris (Président Henry Roarke)
- Jay Armstrong Johnson (Will Olsen)
- Jon Kortajarena (Felix Cordova)
- Krysta Rodriguez (Maxine Griffin)
- Fredric Lehne (Maxwell Fletcher)
- Todd Alan Crain (Peter Theo)
- Li Jun Li (Iris Chang)

## Audiences

### aux États-unis
| no d'épisode | Titre original | Titre français         | Chaîne | Date de diffusion originale | Audience (en millions de téléspectateurs) | Pdm sur les 18-49 ans |
| ------------ | -------------- | ---------------------- | ------ | --------------------------- | ----------------------------------------- | --------------------- |
| 1            | Kudove         | La ferme               | ABC    | 25 septembre 2016           | 3,64 millions                             | 1,0                   |
| 2            | Lipstick       | Le lapin               | ABC    | 2 octobre 2016              | 3,57 millions                             | 1,0                   |
| 3            | Stescalade     | Escalade               | ABC    | 16 octobre 2016             | 3,04 millions                             | 0,8                   |
| 4            | Kubark         | Talon d'Achille        | ABC    | 23 octobre 2016             | 2,79 millions                             | 0,7                   |
| 5            | Kmforget       | Magiciens              | ABC    | 30 octobre 2016             | 2,43 millions                             | 0,6                   |
| 6            | Aquiline       | L'ombre d'un doute     | ABC    | 6 novembre 2016             | 2,20 millions                             | 0,6                   |
| 7            | Lcflutter      | Influence              | ABC    | 13 novembre 2016            | 2,75 millions                             | 0,7                   |
| 8            | Odenvy         | L'art de mentir        | ABC    | 27 novembre 2016            | 2,29 millions                             | 0,7                   |
| 9            | Cleopatra      | Opération séduction    | ABC    | 23 janvier 2017             | 2,90 millions                             | 0,9                   |
| 10           | Jmpalm         | Ultimatum              | ABC    | 30 janvier 2017             | 2,76 millions                             | 0,7                   |
| 11           | Zrtorch        | Exfiltration           | ABC    | 6 février 2017              | 2,68 millions                             | 0,7                   |
| 12           | Fallenoracle   | Diversion              | ABC    | 13 février 2017             | 2,43 millions                             | 0,6                   |
| 13           | Epicshelter    | Le testament           | ABC    | 20 février 2017             | 2,47 millions                             | 0,6                   |
| 14           | Lnwilt         | Spéculations           | ABC    | 20 mars 2017                | 3,61 millions                             | 0,7                   |
| 15           | Mockingbird    | Désinformation         | ABC    | 27 mars 2017                | 3,45 millions                             | 0,7                   |
| 16           | Mktopaz        | Pas de secrets !       | ABC    | 3 avril 2017                | 2,96 millions                             | 0,6                   |
| 17           | Odyoke         | Le vote de la discorde | ABC    | 10 avril 2017               | 2,57 millions                             | 0,6                   |
| 18           | Kumonk         | Verdict dévastateur    | ABC    | 17 avril 2017               | 2,76 millions                             | 0,5                   |
| 19           | Mhorder        | Dans la gueule du loup | ABC    | 24 avril 2017               | 2,59 millions                             | 0,5                   |
| 20           | GlobalReach    | Coup d'État            | ABC    | 1er mai 2017                | 2,65 millions                             | 0,6                   |
| 21           | Rainbow        | Fusion                 | ABC    | 8 mai 2017                  | 2,54 millions                             | 0,5                   |
| 22           | Resistance     | Résistance             | ABC    | 15 mai 2017                 | 2,72 millions                             | 0,6                   |

### en France
Source : Toutelatele.com
| Date de diffusion originale | Chaîne | Épisodes diffusés | Audience (en millions de téléspectateurs) | Pdm sur les 18-49 ans |
| --------------------------- | ------ | ----------------- | ----------------------------------------- | --------------------- |
| 4 juillet 2017              | M6     | 1 à 3             | 2 562 000                                 | 14.2 %                |
| 11 juillet 2017             | M6     | 4 à 6             | 2 190 000                                 | 12.3 %                |
| 18 juillet 2017             | M6     | 7 à 9             | 1 913 000                                 | 11.3 %                |
| 25 juillet 2017             | M6     | 10 à 12           | 1 831 000                                 | 10.6 %                |
| 1er août 2017               | M6     | 13 à 15           | 1 613 000                                 | 9.4 %                 |
| 8 août 2017                 | M6     | 16 à 18           | 1 268 000                                 | 7.0 %                 |